# Gli eroi non escono il sabato
Gli eroi non escono il sabato è il primo album in studio del cantautore italiano Nicolò Carnesi, pubblicato nel 2012.

## Tracce
1. Il colpo
2. Medusa
3. Forma mentis
4. Ho poca fantasia
5. Kinder cereali all'amianto
6. Penelope, spara!
7. Levati
8. Divento ingegnere
9. Moleksine
10. Mi sono perso a Zanzibar
11. Mr Robinson